# Dei megli dei nostri megli
Dei megli dei nostri megli è una compilation di Elio e le Storie Tese pubblicata nel 2014. Insieme ai tre CD vi è anche un DVD. Il primo CD è la ristampa della raccolta uscita nel 1997, Del meglio del nostro meglio Vol. 1.

## Tracce
CD1 – Del meglio del nostro meglio Vol. 1
1. Born to be Abramo?
2. Born to be Abramo
3. L'astronauta pasticcione
4. Servi della gleba
5. Tapparella
6. L'eterna lotta tra il bene e il male
7. La terra dei cachi
8. Pipppero®
9. Nubi di ieri sul nostro domani odierno (Abitudinario)
10. Burattino senza fichi
11. Supergiovane
12. Cara ti amo (Risvolti psicologici nei rapporti fra giovani uomini e giovani donne)
13. John Holmes (Una vita per il cinema)
14. Alfieri
15. Sos epidos

CD2 – Del meglio del loro meglio
1. Del meglio del loro meglio
2. Giocatore mondiale – con Pierangelo Bertoli
3. Psichedelia – con Lucio Dalla
4. First me – con Stefano Belisari
5. Second me – con James Taylor
6. Il vitello dai piedi di balsa – con Enrico Ruggeri
7. Il vitello dai biedi di balsa Reprise
8. Fossi figo – con Gianni Morandi
9. Li immortacci – con Giorgia ed Edoardo Vianello
10. Shpalman® (romanza da salotto) – con Max Pezzali
11. Cadavere spaziale – con Riz Samaritano
12. La lega dell'amore – con Claudio Bisio
13. Uomini col borsello – con Riccardo Fogli e Skardy
14. A Piazza San Giovanni – con Eugenio Finardi
15. Plafone – con Antonella Ruggiero
16. Heavy samba – con Irene Grandi
17. Presidance® – con Raffaella Carrà
18. (Gomito a gomito con l') Aborto – con Tonino Cripezzi
19. In te – omaggio a Mangoni
20. Che felicità – con Giorgio Bracardi

CD3 – Del medio del nostro medio
1. Del medio del nostro medio
2. Der Wahn der Frauen (erster Teil) La Follia della donna (parte 1)
3. Oratorium
4. Sofa n°2
5. Sta arrivando la fine del mondo
6. Valzer transgenico
7. Goldfinger
8. Pensiero stupesce
9. Pipppero® (versione inglese)
10. La gente vuole il gol
11. Mio cuggino (con assolo di chitarra anziché di basso)
12. Single
13. El Pube (versione spagnola)
14. Tom and Jerry's theme
15. Dannati forever (Christmas embryonal version)
16. Il Musichione
17. I Am the Walrus

DVD - Gli audiovisivi
1. Nubi di ieri sul nostro domani odierno (Abitudinario)
2. Agnello medley
3. Pipppero®
4. Servi della gleba
5. Noi siamo i giovani con i blue jeans
6. (Gomito a gomito con l’) Aborto
7. Cadavere spaziale
8. Nessuno allo stadio
9. La terra dei cachi
10. Mio cuggino
11. El Pube
12. Born to be Abramo con Patrick Hernandez
13. Evviva/La visione
14. Discomusic
15. La bella canzone di una volta
16. Tapparella
17. Shpalman®
18. Fossi figo
19. Parco Sempione
20. Ignudi fra i nudisti
21. Storia di un bellimbusto
22. Dannati forever
23. La canzone mononota
24. Complesso del primo maggio
25. Amore amorissimo

Contenuti speciosi
1. Spot pubblicitari Del meglio del nostro meglio vol. 1 - 1998
2. Sessione di trucco Rockets, Festival di Sanremo – 1996
3. Bacio
4. T.V.U.M.D.B./Mio cuggino
5. Mio Cuggino
6. El Pube
7. Intervista a Belluno – 1992
8. Le Mystère des Voix Bulgares, registrazione di Italyan, Rum Casusu Çikti - 1992